# Elecciones legislativas de El Salvador de 2012
Las elecciones legislativas de la República de El Salvador de 2012 se celebraron el día domingo 11 de marzo de ese mismo año. En los comicios fueron elegidos 84 diputados para la Asamblea Legislativa del país. El evento tuvo la modalidad del "voto residencial" que abarcó 185 municipios en nueve departamentos de El Salvador, con el objetivo de acercar  las mesas de votación y juntas receptoras de votos.
Asimismo, en las elecciones legislativas se implementó la participación del candidato independiente, no afiliado a algún partido político salvadoreño, y se incluyeron las fotografías y nombres de candidatos a diputados en las papeletas de votación. La campaña proselitista se inició oficialmente el 10 de enero de 2012 para las elecciones legislativas, y la campaña para las elecciones municipales empezó a partir del día 10 de febrero.

## Papeleta de votación en elección legislativa
A partir de estos comicios, la papeleta de votación para la elección de diputados incluyó los rostros de los candidatos de los partidos políticos o coaliciones, y los candidatos independientes. El tamaño varió de acuerdo al número de diputados asignados a cada departamento, por lo que la hoja correspondiente al departamento de San Salvador era la más grande, ya que le correspondía un número de 24 escaños. Un estimado de 200 fotografías fueron impresas en dicha hoja de votación. Además, la papeleta incluyó las banderas de los institutos políticos, bajo las cuales eran alineadas en columnas las fotos de sus candidatos, y en la fila inferior se colocó las fotos de los diputados independientes.

### Votos válidos para elección legislativa
De acuerdo al artículo 238 del Código Electoral salvadoreño, para la elección de diputados y diputadas a la Asamblea Legislativa, las papeletas podrían haberse marcado de las siguientes maneras:
- Marcando sobre la bandera del partido o coalición por cuyos candidatos emite el voto.
- Marcando la bandera de un partido político o coalición y sobre o a la par de la fotografía de uno, varios o todos los candidatos o candidatas propuestos por un partido o coalición contendiente.
- Marcando sobre o a la par de la fotografía de uno,  varios o todos los candidatos o candidatas propuestos por un partido o coalición contendiente.
- Marcando sobre o a la par de la fotografía de una candidata o un candidato no partidario.

Por otra parte, no era permitido el voto cruzado, en el que el elector hubiere marcado candidatos de distintos partidos políticos, o distintos candidatos no partidarios.

## Variación en el número de diputados
Sobre la base de los resultados del censo de población y vivienda realizado en el año 2007 en el país, la Asamblea Legislativa decidió modificar el número de escaños en el parlamento, por lo que el reparto es el siguiente (entre paréntesis el número de escaños anterior): San Salvador 24 (25); La Libertad 10 (8); Santa Ana 7 (7); San Miguel 6 (6); Sonsonate 6 (6);  Usulután 5 (5); Ahuachapán 4 (4); La Paz 4 (4); Cabañas 3 (3); Chalatenango 3 (3); Cuscatlán 3 (3) La Unión 3 (4); Morazán 3 (3); y San Vicente 3 (3).

## Sondeos
Nota: Los partidos políticos Partido Demócrata Cristiano y Partido de Conciliación Nacional, fueron cancelados por el Tribunal Supremo Electoral el 21 de septiembre de 2011, pero la cancelación se detuvo por la intervención de la Sala de lo Contencioso Adminitrativo. A respuesta de la cancelación, los extintos partidos corrieron con las banderas de Partido de Concertación Nacional y Partido de la Esperanza.
| Fecha      | Encuestadora                                                                                                   | FMLN  | ARENA  | PCN/PCN    | PDC/PES    | CD           | GANA  | Diputado independiente | NS/NR |
| ---------- | --- | ----- | ------ | ---------- | ---------- | ------------ | ----- | ---------------------- | ----- |
| 26/1/2011  | LPG | 30,3% | 20%    | 4,7%       | 4,7%       | 4,7%         | 4,7%  | -                      | 45%   |
| 4/2/2011   | CS-Sondea (enlace roto disponible en Internet Archive; véase el historial, la primera versión y la última).    | 32,9% | 15%    | n/d        | n/d        | n/d          | n/d   | -                      | n/d   |
| 9/2/2011   | CIOPS-UTEC | 36,1% | 25,3%  | 2,7%       | 2,1%       | 0,3%         | 5,8%  | -                      | 0,9%  |
| 1/3/2011   | TCS-Mitofski (enlace roto disponible en Internet Archive; véase el historial, la primera versión y la última). | 31%   | 27%    | 5%         | 5%         | 5%           | 5%    | -                      | 34%   |
| 3/3/2011   | LPG | 29,6% | 21,5%  | 1,9%       | 1,3%       | 0,6%         | 3,2%  | -                      | 25,8% |
| 31/5/2011  | LPG (enlace roto disponible en Internet Archive; véase el historial, la primera versión y la última).          | 25,3% | 23,2%  | 6,3%       | 6,3%       | 6,3%         | 6,3%  | -                      | -     |
| 31/5/2011  | TCS-Mitofsky                                                                                                   | 27%   | 26%    | -          | -          | -            | -     | -                      | -     |
| 1/11/2011  | LPG | 24,5% | 22,21% | -          | -          | -            | 3,3%  | -                      | -     |
| 5/9/2011   | TCS-Mitofsky                                                                                                   | 25,8% | 27,8%  | 1,4%       | 0,2%       | 0,5%         | 2,8%  | -                      | 41,2% |
| 18/9/2011  | EDH | 30%   | 29%    | -          | -          | -            | 5,6%  | -                      | -     |
| 7/11/2011  | EDH | 31,4% | 29,4%  | 2,4%       | -          | -            | 5,9%  | -                      | -     |
| 28/11/2011 | LPG | 22,5% | 27,1%  | 2,1%       | -          | -            | 4,9%  | -                      | -     |
| 06/12/2011 | TCS-Mitosky | 22,7% | 29,7%  | 2,5%       | 0,6%       | 0,3          | 4,6%  | -                      | 39,1% |
| 15/12/2011 | IUDOP | 29,6% | 24,2%  | 2,1%       | -          | -            | 7,6%  | -                      | 19,5% |
| 29/12/2011 | LPG | 22,2% | 29,5%  | 2,3%       | 0,8%       | 0,6%         | 3,5%  | 2,8%                   | -     |
| 18/1/2012  | EDH | 27,3% | 32,3%  | 2,6%       | 1,1%       | 0,6%         | 6,1%  | 0,2%                   | 16,0% |
| 31/1/2012  | CIOPS-UTEC (enlace roto disponible en Internet Archive; véase el historial, la primera versión y la última).   | 24,8% | 28,2%  | 3,5%       | 1,1%       | 1,0%         | 7,2%  | -                      | 3,5%  |
| 8/2/2012   | EDH | 21,8% | 43,8%  | 0,1%       | 0,4%       | 0,5%         | 2,0%  | -                      | 25,7% |
| 21/2/2012  | TCS-Mitofsky (enlace roto disponible en Internet Archive; véase el historial, la primera versión y la última). | 23,4% | 30,3%  | 2,0%       | 1,6%       | 1,0%         | 6,2%  | -                      | 33,4% |
| 22/2/2012  | IUDOP | 27,8% | 26,4%  | 3,5%       | 1,3%       | otros (1,5%) | 6,3%  | otros (1,5%)           | 23,9% |
| 22/2/2012  | CID-Gallup/La Página Archivado el 29 de febrero de 2012 en Wayback Machine.                                    | 34%   | 32%    | otros (6%) | otros (6%) | otros (6%)   | 10%   | otros (6%)             | 18%   |
| 23/2/2012  | LPG (enlace roto disponible en Internet Archive; véase el historial, la primera versión y la última).          | 24,4% | 26,4%  | 11,2%      | 11,2%      | 11,2%        | 11,2% | 11,2%                  | -     |

## Desarrollo

### Observadores
Un estimado de 3.250 observadores nacionales e internacionales verificaron el desarrollo de los comicios. La mayoría de ellos obtuvieron el aval del TSE y otros de la Procuraduría para la Defensa de los Derechos Humanos. Destacaron las delegaciones de la Organización de los Estados Americanos (OEA), la Universidad para la Paz y la Unión Europea.

### Incidentes
Durante la jornada  se reportaron dos suspensiones en los procesos electorales de San Lorenzo, Ahuachapán, y San Miguel Tepezontes, La Paz, por denuncias de supuestos desplazamientos de habitantes que no pertenecían a dichos municipios y que por lo tanto estaban por realizar el sufragio de manera ilegal. También en San Francisco Menéndez, Ahuachapán, se registraron disturbios que impidieron terminar el conteo de votos. Por otra parte, en San Fernando, Morazán, los resultados arrojaron un empate en los comicios municipales entre los partidos ARENA y GANA.
El Tribunal Supremo Electoral dispuso la repetición de las elecciones legislativas y municipales para el día 18 de marzo en San Lorenzo y San Miguel Tepezontes; mientras que en San Francisco Menéndez, ese mismo día, los comicios para diputados y alcaldes serán parciales, es decir, en ciertas Juntas Receptoras de Votos. En San Fernando se realizará otra votación para decidir el alcalde municipal, la cual se llevó a cabo después de las vacaciones de Semana Santa.

## Resultados
El partido Alianza Republicana Nacionalista (ARENA) obtuvo la mayoría de escaños en la Asamblea Legislativa salvadoreña (33 diputados), algo que no ocurría desde la elección del año 2006; mientras el Frente Farabundo Martí para la Liberación Nacional (FMLN) perdió cuatro diputados con respecto a la elección de 2009 y se ubicó en segunda posición en el número de escaños con 31 parlamentarios. Por su parte, el partido Gran Alianza por la Unidad Nacional (GANA) se consolidó como la tercera fuerza política del país.
|  | 39.80 % |

|  | 36.72 % |

|  | 9.65 % |

|  | 7.24 % |

|  | 2.74 % |

|  | 2.12 % |

|  | 0.62 % |

|  | 95.11 % |

|  | 3.62 % |

|  | 1.26 % |

|  | 51.91 % |

|  | 48.09 % |

#### Resultados por Departamento
| Departamentos | ARENA      | ARENA | FMLN | FMLN | GANA | GANA | PCN  | PCN  | PDC | PDC | CD  | CD  |   |
| Departamentos | %          | S     | %    | S    | %    | S    | %    | S    | %   | S   | %   | S   |   |
| ------------- | ---------- | ----- | ---- | ---- | ---- | ---- | ---- | ---- | --- | --- | --- | --- | - |
| Departamentos | Ahuachapán | 34.4  | 1    | 30.2 | 1    | 11.5 | 1    | 14.2 | 1   | 5.6 | –   | 0.5 | – |
| Cabañas       | 47.3       | 1     | 22.1 | 1    | 17.8 | 1    | 10.9 | –    | 1.0 | –   | 0.4 | –   |   |
| Chalatenango  | 36.2       | 1     | 36.3 | 1    | 7.3  | –    | 18.8 | 1    | 2.4 | –   | 0.3 | –   |   |
| Cuscatlán     | 36.0       | 1     | 37.7 | 1    | 4.4  | –    | 18.0 | 1    | 2.1 | –   | 0.8 | –   |   |
| La Libertad   | 46.0       | 5     | 35.1 | 4    | 8.8  | 1    | 3.7  | –    | 1.3 | –   | 2.4 | –   |   |
| La Paz        | 32.9       | 1     | 37.6 | 2    | 12.7 | 1    | 10.5 | –    | 0.6 | –   | 2.9 | –   |   |
| La Unión      | 40.0       | 1     | 27.2 | 1    | 14.7 | 1    | 8.6  | –    | 3.1 | –   | 2.1 | –   |   |
| Morazán       | 39.8       | 1     | 36.3 | 1    | 16.5 | 1    | 1.7  | –    | 3.2 | –   | 1.7 | –   |   |
| San Miguel    | 29.7       | 2     | 40.5 | 3    | 20.2 | 1    | 1.5  | –    | 4.5 | –   | 2.6 | –   |   |
| San Salvador  | 44.6       | 11    | 39.4 | 9    | 7.0  | 2    | 1.9  | –    | 2.2 | 1   | 2.4 | 1   |   |
| San Vicente   | 34.3       | 1     | 39.9 | 1    | 9.9  | –    | 14.1 | 1    |     |     | 0.4 | –   |   |
| Santa Ana     | 38.5       | 3     | 34.2 | 2    | 8.5  | 1    | 10.6 | 1    | 6.2 | –   | 0.6 | –   |   |
| Sonsonate     | 36.6       | 2     | 36.7 | 2    | 5.9  | 1    | 9.8  | 1    | 5.0 | –   | 4.3 | –   |   |
| Usulután      | 38.0       | 2     | 43.2 | 2    | 4.5  | –    | 9.3  | 1    | 0.4 | –   | 3.7 | –   |   |
| Total         | 39.8       | 33    | 36.7 | 31   | 9.6  | 11   | 7.2  | 7    | 2.7 | 1   | 2.1 | 1   |   |